# 南部焼き
南部焼き（なんぶやき）は、食材にゴマをまぶして焼いた料理および調理法。同様にゴマをまぶして揚げた料理を南部揚げと呼ぶ。
ゴマは、白ゴマのみ、黒ゴマのみ、あるいは白黒を混ぜたもののいずれも使用される。また、練りゴマを使用することもある。
「南部」は、南部藩（盛岡藩）、南部地方がゴマの産地だったことに由来するとされる。
使用される食材は豚肉、鶏肉、マグロ、鮭など。
「南部」と同様にゴマを用いた料理には「利久」（利休焼き、利久揚げなど）も使用される。